# Mrnjavčevići
Mrnjavčevići su bili srednjovjekovna srpska vlastela koja je vladala prostorom današnje Makedonije.

## Podrijetlo obitelji
Postoje razne teorije o podrijetlu obitelji. Mavro Orbini napisao je da potječu od Mrnjave, zapovjednika tvrđave u Livnu (Županija Hlivno), također i drugi izvori iz dubrovačkih arhiva isto govore, narodne pjesme i priče Hrvata u Mrnjavcima, mjestu u Imotskoj krajini, govore da je car Dušan došao na odmor i impresioniran njihovom snagom i vještinom odveo Vukašina i još dvojicu braće da sudjeluju u njegovim ratnih pothvatima i dao im suvladarstvo u Makedoniji. Ta priča se pripovijedala i u Tršiču, rodnom mjestu Vuka Karadžića koji je spominje i u svom "Srpskom rječniku", spominje se i u kasnim kronikama s manastira na Sv. Gori, također i u djelu "Razgovor ugodni naroda slovinskoga" fra Andrije Kačića Miošića:
                                            Goji majka tri sina nejaka

                                            u Lovreću niže Opanaka:

                                            jednom ime Uglješa bijaše

                                            a drugi se Gojko zovijaše,

                                            treći biše dite Vukašine,

                                            baš babajko Kraljevića Marka.

                                            Bihu dica roda gospodskoga,

                                            gospodskoga, ali ubogoga.

                                            Babo im se Mrnjavac zoviše,

                                            on starinom Hervegovac biše,

                                            od Lovreća grada bijeloga,

                                            odanlem je pleme Kraljevića.
Podrijetlom obitelji Mrnjavčević bavili su se i hrvatski jezikoslovac Mate Šimundić te Ante Ujević koji tvrdi da u današnjim Mrnjavcima postoji narodna priča da je neka gradina dvor Kraljevića Marka, neke ruševine iz srednjeg vijeka («Skakala Marka Kraljevića»), kamen u kojemu su utisnuta Markova stopala i mnogo toga, što je s njim u vezi.

## Rodoslov obitelji
- Mrnjava
  - Vukašin Mrnjavčević (?-1371)- župan, despot, od 1336. kralj, oženio se Jelenom 
    - Marko Mrnjavčević (?-1395)- kralj. Oženio prvo Jelenu, kćer Hlapenovu, zatim Todoru Grgurovu.
    - Andrija Mrnjavčević
    - Ivaniš Mrnjavčević
    - Dmitar Mrnjavčević — župan aradske županije i kapetan Vilagoša
    - Olivera Mrnjavčević- udata za Đurđa I Balšića
    - Milica Mrnjavčević- udata za Stracimira Balšića,

  - Uglješa Mrnjavčević (?-1371) — despot, oženio oko 1336. Jelenu, kćer cesara Vojihne, koja se kasnije zamonašila kao monahinja Jefimija.
  - Jelena- udana za Nikolu Radonju.

## Vanjske poveznice
- Grb Mrnjavčevića  Arhivirana inačica izvorne stranice od 12. studenoga 2013. (Wayback Machine)